# Home Improvement
Home Improvement (Mejorando la casa en Hispanoamérica, Un chapuzas en casa en España) es una serie de televisión estadounidense, emitida por la cadena ABC desde 1991 hasta 1999. Durante esa década fue una de las comedias más vistas y ganadora de varios premios, además de ser la encargada de catapultar la carrera de Tim Allen como actor, y marcar el inicio de la carrera de televisión de Pamela Anderson, quien fuera parte del programa en las primeras dos temporadas.
Posterior al final de su emisión, Tim Allen, Richard Karn y Debbe Dunning protagonizaron un reencuentro en un programa llamado Tim Allen presents: A user's guide to Home Improvement en el 2003. En él, Tim mostró una recopilación de sus momentos favoritos en el show, reflexiones personales y una sesión de preguntas y respuestas en directo con la audiencia.

## Argumento
Home Improvement cuenta las desventuras en clave de comedia de la familia Taylor, una familia estadounidense de clase media compuesta por cinco miembros.
El protagonista y padre de familia es Tim "herramientas" Taylor, (Tim Allen) conocido también como "el hombre herramienta", un "manitas" que presenta "La hora de la herramienta" (Tool Time"), un programa de televisión sobre bricolaje, provocando situaciones hilarantes con su incapacidad para concluir los trabajos presentados con cierta calidad, teniendo, en ocasiones que ser ayudado por su compañero del show, Al Borland, que es el auténtico manitas, aunque la fama se la lleve Taylor.
Fuera del plató, Taylor tiene que lidiar con tres hijos y su esposa, además de con su vecino, el señor Wilson, un hombre que vive en la casa de al lado, y que sirve de amigo y consejero de Tim, de su esposa Jill (Patricia Richardson) o de cualquiera de los hijos de la familia.

## Reparto y doblaje
| Personaje               | Actor Original         | Intervención        | Actor de doblaje          | Sustitución       |
| ----------------------- | ---------------------- | ------------------- | ------------------------- | ----------------- |
| Tim Herramientas Taylor | Tim Allen              | 203 ep. (1991-1999) | Jose Luis Gil             | Salvador Aldeguer |
| Jill Patterson Taylor   | Patricia Richardson    | 203 ep. (1991-1999) | Mari Luz Olier            |                   |
| Wilson Wilson Jr.       | Earl Hindman           | 203 ep. (1991-1999) | Luis Marin                |                   |
| Al Borland              | Richard Karn           | 203 ep. (1991-1999) | Manuel Bellido            |                   |
| Bradley "Brad" Taylor   | Zachery Ty Bryan       | 203 ep. (1991-1999) | Alicia Sainz de la Maza   | Ricardo Escobar   |
| Randy Taylor            | Jonathan Taylor Thomas | 179 ep. (1991-1998) | Sara Vivas                | Javier Balas      |
| Mark Taylor             | Taran Noah Smith       | 203 ep. (1991-1999) | Chelo Molina              | Jesús Pinillos    |
| Heidi Keppert           | Debbe Dunning          | 145 ep. (1992-1999) | Chelo Molina              |                   |
| Joe Morton vecino       | Robert Picardo         | 3x04, 07            | Jose Padilla              |                   |
| Hick Peterson           | Jack Elam              | 1x20                | Antonio Fernandez Sanchez |                   |
| Rodney Dangerfield      | Rodney Dangerfield     | 7x09                | Antonio Fernandez Sanchez |                   |
| Sir. Larry Houdni       | Eric Chrismast         | 1x3                 | Pedro Sempson             |                   |
| Ted                     | Tom Poston             | 7x09                | Pedro Sempson             |                   |
| Fred                    | James Cromwell         | 4x09                | Daniel Dicenta            |                   |
| Ian                     | Tom Wopat              | 7x07, 7x17          | Juan Antonio Galvez       |                   |
| Doug O'Brien            | Bruce McGill           | 4x14                | Carlos Revilla            |                   |
| Reverendo McDonnell     | Alan Fudge             | 3x12                | Carlos Revilla            |                   |
| Reverendo Mike Webber   | Dan Aykroyd            | 7x08                | Carlos del Pino           |                   |
| Elaine Jenkins          | Eillen Heckart         | 7x08                | Matilde Conesa            |                   |
| Lilian Patterson        | Polly Holliday         | 6 ep.               | Maria Romero              |                   |
| Jim                     | Art LaFleur            | 1x07                | Roberto Cuenca Martinez   |                   |
| Hank                    | Dion Anderson          | 2x25                | Roberto Cuenca Martinez   |                   |
| Eddie Phillisps         | Ernest Borgnne         | 1x20                | Felix Acaso               |                   |
| Fred Peterson           | M. Emmet Walsh         | 3x16, 4x12          | Felix Acaso               |                   |
| Les Thomson             | Victoria Principal     | 3x22                | Paloma Escola             |                   |
| Dennis Tunner           | David Deluise          | 6x19                | Claudio Serrano           |                   |
| Parker                  | George Coe             | 7x11                | Victor Valverde           |                   |
| Art Leonard             | Dick O'Neill           | 3 ep.               | Eduardo Moreno            |                   |
| Wanda                   | Eileen Brennan         | 2x25                | María Luisa Rubio         |                   |
| Sra. Keeney             | Ann Miller             | 2x16                | Ana Maria Simon           |                   |
| Lisa                    | Pamela Anderson        | 31 ep. (1991-1997)  |                           |                   |
| Marty Taylor            | William O'Leary        | 30 ep. (1994-1999)  |                           |                   |
| Benny Baroni            | Jimmy Labriola         | 23 ep. (1994-1999)  |                           |                   |
| Harry                   | Blake Clark            | 23 ep. (1994-1999)  |                           |                   |

## Emisiones en otros países
- Argentina: Artear Canal 13
- Bolivia: Red Uno
- Chile: Canal 13
- Colombia: Caracol Television
- Costa Rica: Teletica
- Ecuador: TC Television
- : El Salvador TCS Canal 6
- España: Paramount Comedy, La 2, Sony TV en Veo, Disney Channel
- Portugal: Disney Channel
- Reino Unido: Disney Channel UK, Channel 4
- Honduras: Canal 5 El Líder
- México: Televisa (Canal 5 / Central 4)
- Nicaragua: Nicavision
- Panamá: RPC TV Canal 4
- Paraguay: Telefuturo
- Perú: Frecuencia Latina
- Uruguay: Teledoce
- Venezuela: Venevision
- Latinoamérica: Disney Channel

## Episodios

### Temporada 1
| Capítulo | Título                                       |
| -------- | -------------------------------------------- |
| 1        | Piloto                                       |
| 2        | No hay nada como las herramientas            |
| 3        | Fuera de juego                               |
| 4        | Parabólica sobre el tejado de zinc de Tim    |
| 5        | El reino salvaje                             |
| 6        | Aventuras de una buena cena                  |
| 7        | Nada más que sentimientos                    |
| 8        | Platillos volantes                           |
| 9        | Burbujas, burbujas, herramientas y problemas |
| 10       | Sal fuera y enseña a alguien                 |
| 11       | Mira quién no habla                          |
| 12       | Cuidado con las navidades                    |
| 13       | En tu calle                                  |
| 14       | ¿Por quién redoblan los eructos?             |
| 15       | Siempre joven                                |
| 16       | El cumpleaños de Jill                        |
| 17       | ¿Qué pasa con Bob?                           |
| 18       | Hace frío                                    |
| 19       | Enfermedad desencadenada                     |
| 20       | Dios los cría y ellos vuela hacia Taylor     |
| 21       | Una batalla de ruedas                        |
| 22       | Qué suerte ser Taylor esta noche             |
| 23       | Al es justo en el amor y la guerra           |
| 24       | 24 Estéreo típico                            |

### Temporada 2
| Capítulo | Título                                             | Continuaciones |
| -------- | -------------------------------------------------- | -------------- |
| 1        | Léeme las caderas                                  |                |
| 2        | Los ritos y los errores del tránsito               |                |
| 3        | Una mirada demasiado activa                        |                |
| 4        | Dolores de ingle                                   |                |
| 5        | Un gran embrollo                                   |                |
| 6        | El embrujamiento de la casa Taylor                 |                |
| 7        | Compañero de apartamento susceptible de mejora     |                |
| 8        | Que gane el mejor                                  |                |
| 9        | Cuando hay voluntad, hay un camino                 |                |
| 10       | Hemos comido juntos                                |                |
| 11       | Familia abandonada                                 |                |
| 12       | Estoy planeando unas navidades blancas             |                |
| 13       | El Blues de los pantalones acampanados             |                |
| 14       | El final de Howard                                 |                |
| 15       | El amor es algo lleno de astillas                  |                |
| 16       | Bailes con herramientas                            |                |
| 17       | Me estás volviendo loco, me estás volviendo majara |                |
| 18       | Adiós, pajarito                                    |                |
| 19       | Karate o no, aquí vengo yo                         |                |
| 20       | Lanza tres tiros para marcar dos                   |                |
| 21       | Mucho follón con la abuela                         |                |
| 22       | La equis marca el sitio exacto                     |                |
| 23       | Construir o no construir                           |                |
| 24       | El nacimiento de un bólido                         |                |
| 25       | La Gran Carrera                                    | parte 1        |

### Temporada 3
| Capítulo | Título                                 | Continuaciones |
| -------- | -------------------------------------- | -------------- |
| 1        | A lo mejor nena                        |                |
| 2        | La chica de mis sueños                 |                |
| 3        | Esta broma es para ti                  |                |
| 4        | Una velada de cocer, cocer             |                |
| 5        | Arrivederci, Binford                   |                |
| 6        | Loco por ti                            |                |
| 7        | La ampliación                          |                |
| 8        | Hay que ser sincero con tu herramienta |                |
| 9        | Dinero y sentido                       |                |
| 10       | La foto de Navidad                     |                |
| 11       | Viejas rivalidades                     |                |
| 12       | El disgusto de Navidad                 |                |
| 13       | El Primero                             |                |
| 14       | Sigue Soñando                          |                |
| 15       | Hombres de Verdad                      |                |
| 16       | El Coronel                             |                |
| 17       | Cambio de Cuarto                       |                |
| 18       | Los Albores de la Construcción         |                |
| 19       | Demasiados Cocineros                   |                |
| 20       | Una de Cal y Otra de Arena             |                |
| 21       | Quinto Aniversario                     |                |
| 22       | La Hora del Tobogan                    |                |
| 23       | No Hay Mas Que lo Que Ves              |                |
| 24       | Amor por Ordenador                     |                |
| 25       | La Gran Carrera                        | parte 2        |

### Temporada 4
| Capítulo | Título                                        | Continuaciones |
| -------- | --------------------------------------------- | -------------- |
| 1        | De vuelta a las andadas                       |                |
| 2        | No se lo digas a mamá                         |                |
| 3        | El cumpleaños de Tim                          |                |
| 4        | Los ojos no lo tienen                         |                |
| 5        | No es una carga,solo es un poco irresponsable |                |
| 6        | Borland el ambicioso                          |                |
| 7        | La cinta de video                             |                |
| 8        | Hermanos rivales                              |                |
| 9        | Mi cena con Wilson                            |                |
| 10       | El viejo profesor del taller                  |                |
| 11       | Algunos prefieren los bólidos                 |                |
| 12       | La noche antes del caos                       |                |
| 13       | La ruta del infierno                          |                |
| 14       | Oye,¿tienes un bólido de sobra?               |                |
| 15       | La fiebre de la Super-bowl                    |                |
| 16       | El soltero del año                            |                |
| 17       | Es mi fiesta                                  |                |
| 18       | Una casa dividida                             |                |
| 19       | La verdad al desnudo                          |                |
| 20       | Háblame                                       |                |
| 21       | No,no,godot                                   |                |
| 22       | Recordando la hora de las herramientas        | parte 1        |
| 23       | Recordando la hora de las herramientas        | parte 2        |
| 24       | Hermanas y hermanos                           |                |
| 25       | Un hombre marcado                             |                |
| 26       | La novia de Wilson                            |                |

### Temporada 5
| Capítulo | Título                                    |
| -------- | ----------------------------------------- |
| 1        | Una boda accidentada                      |
| 2        | La primera tentación de Tim               |
| 3        | La infiel                                 |
| 4        | La fiesta sorpresa de Jill                |
| 5        | Aconseja y arrepiéntete                   |
| 6        | Deja que coman pastel                     |
| 7        | La mirada                                 |
| 8        | Una habitación sin vistas                 |
| 9        | La esperanza de Chicago                   |
| 10       | Un doctor en casa                         |
| 11       | Esa es mi madre                           |
| 12       | El vuelo de antes de Navidad              |
| 13       | Qué desastre                              |
| 14       | Secretos del instituto                    |
| 15       | Gracias por los recuerdos                 |
| 16       | La vasectomía                             |
| 17       | Miedo a volar                             |
| 18       | Harry y Dolores                           |
| 19       | Vigilando a Tim                           |
| 20       | Jugando a los bolos con Bud               |
| 21       | Los motores y la peluquería dan problemas |
| 22       | El día más largo                          |
| 23       | La obra del señor Wilson                  |
| 24       | De fruta en fruta                         |
| 25       | Alarmado por los ladrones                 |
| 26       | Juegos,fuego y automóviles                |

### Temporada 6
| Capítulo | Título                                  |
| -------- | --------------------------------------- |
| 1        | El vuelo de Al                          |
| 2        | El shock del futuro                     |
| 3        | Taller de terapia                       |
| 4        | Amor ardiente                           |
| 5        | El video de Al                          |
| 6        | Al fin y al cabo,¿de quien es el coche? |
| 7        | Fui un adolescente                      |
| 8        | Jill y sus hermanas                     |
| 9        | El hombre herramienta hace de comadrona |
| 10       | La madera,el hambriento y el malo       |
| 11       | El blues del trabajador                 |
| 12       | No hay nada como el hogar               |
| 13       | El juego del coqueteo                   |
| 14       | El regreso de Karate Kid                |
| 15       | Totalmente la hora de la herramienta    |
| 16       | Un extraño día de San Valentin          |
| 17       | El mundo de Wilson                      |
| 18       | Algo viejo,algo azul                    |
| 19       | Problemas de comunicación               |
| 20       | Mi hijo el conductor                    |
| 21       | Insulto a la lesión                     |
| 22       | Desunión familiar                       |
| 23       | La manía femenina                       |
| 24       | Toque de silencio                       |
| 25       | Besos,falta de besos                    |

### Temporada 7
| Capítulo | Título                             |
| -------- | ---------------------------------- |
| 1        | El reto                            |
| 2        | El enfrentamiento de los Taylor    |
| 3        | Un lugar en la cima                |
| 4        | Ponte las pilas                    |
| 5        | Una noche de terror                |
| 6        | La sobrina                         |
| 7        | La pasión de Jill                  |
| 8        | Perdiendo la paciencia             |
| 9        | El día de acción de gracias        |
| 10       | El juego de las citas              |
| 11       | Feliz Navidad                      |
| 12       | Tim el universitario               |
| 13       | Una mujer mayor                    |
| 14       | Tim Taylor,el propietario          |
| 15       | Di buenas noches,Grace             |
| 16       | Qué lata                           |
| 17       | Escenas de un matrimonio           |
| 18       | Atracción inútil                   |
| 19       | Buscando desesperadamente a Willow |
| 20       | Pelea de escritores                |
| 21       | Pelea entre hermanos               |
| 22       | Por extraño que parezca            |
| 23       | Prohibido conducir de noche        |
| 24       | Odisea espacial                    |
| 25       | De arriba abajo                    |

### Temporada 8
| Capítulo | Título                            | Continuaciones |
| -------- | --------------------------------- | -------------- |
| 1        | Aguas bravas                      |                |
| 2        | Adiós                             |                |
| 3        | Lazos familiares                  |                |
| 4        | Lo mío es el futbol               |                |
| 5        | Las debilidades del hombre        |                |
| 6        | El rey de Halloween               |                |
| 7        | Un pequeño romance                |                |
| 8        | El primer coche de Tim            |                |
| 9        | Mister popularidad                |                |
| 10       | Dos hijas para Tim                |                |
| 11       | Un hogar para pasar las navidades |                |
| 12       | Estratagemas para niños           |                |
| 13       | Los detectives                    |                |
| 14       | Solo en casa                      |                |
| 15       | Hasta la rodilla                  |                |
| 16       | La gran oportunidad de Mark       |                |
| 17       | Jóvenes de corazón                |                |
| 18       | El shock de Jill                  | parte 1        |
| 19       | El shock de Jill                  | parte 2        |
| 20       | Vecinos                           |                |
| 21       | Un hábito difícil de romper       |                |
| 22       | Examen de psicología              |                |
| 23       | La gran oportunidad de Brad       |                |
| 24       | Peso muerto                       |                |
| 25       | El largo y sinuoso camino         | parte 1        |
| 26       | El largo y sinuoso camino         | parte 2        |
| 27       | El largo y sinuoso camino         | parte 3        |
| 28       | Pase a los camerinos              |                |

## Premios y nominaciones

### ASCAP Film and Television Music Awards
| Año  | Categoría     | Nominados                    | Resultado |
| ---- | ------------- | ---------------------------- | --------- |
| 1996 | TOP TV SERIES | Dan Foliart Home Improvement | Ganador   |

### Artios Awards Casting Society of America
| Año  | Categoría                                | Nominados                             | Resultado |
| ---- | ---------------------------------------- | ------------------------------------- | --------- |
| 1992 | Outstanding Achievement in Pilot Casting | “Home Improvement,” Deborah Barylski* | Nominada  |

### Primetime Emmy Awards
| Año  | Categoría                                                                                 | Serie Estudio Nominados | Resultado |
| ---- | ----------------------------------------------------------------------------------------- | --- | --------- |
| 1992 | OUTSTANDING INDIVIDUAL ACHIEVEMENT IN EDITING FOR A SERIES - multi-camera production      | Home Improvement ABC Alex Gimenez Marco Zappia | Nominada  |
| 1992 | Outstanding Comedy Series                                                                 | Home Improvement ABC Carmen Finestra Gayle S. Maffeo David McFadzean John Pasquin Matt Williams                                                                                       | Nominada  |
| 1992 | OUTSTANDING INDIVIDUAL ACHIEVEMENT IN LIGHTING DIRECTION (electronic) for a comedy series | Home Improvement ABC Donald A. Morgan | Ganadora  |
| 1993 | OUTSTANDING INDIVIDUAL ACHIEVEMENT IN EDITING FOR A SERIES - multi-camera production      | Home Improvement ABC Alex Gimenez Marco Zappia | Nominada  |
| 1993 | Outstanding Lead Actor In A Comedy Series                                                 | Tim Allen, as Tim Taylor Home Improvement ABC | Nominado  |
| 1993 | OUTSTANDING TECHNICAL DIRECTION/CAMERA/VIDEO FOR A SERIES                                 | Home Improvement ABC Gary Allen Randy Baer Chris Donovan Larry Gaudette Greg Harms Bob Kaufman Marvin Shearer                                                                         | Nominada  |
| 1993 | Outstanding Comedy Series                                                                 | Home Improvement ABC Carmen Finestra MAXINE LAPIDUSS Gayle S. Maffeo David McFadzean John Pasquin Billy Riback Matt Williams                                                          | Nominada  |
| 1993 | OUTSTANDING INDIVIDUAL ACHIEVEMENT IN LIGHTING DIRECTION (electronic) for a comedy series | Home Improvement ABC Donald A. Morgan | Ganadora  |
| 1994 | OUTSTANDING INDIVIDUAL ACHIEVEMENT IN EDITING FOR A SERIES - multi-camera production      | Home Improvement ABC Roger Berger Marco Zappia | Nominada  |
| 1994 | Outstanding Lead Actress In A Comedy Series                                               | Patricia Richardson, as Jill Taylor Home Improvement ABC | Nominada  |
| 1994 | OUTSTANDING TECHNICAL DIRECTION/CAMERA/VIDEO FOR A SERIES                                 | Home Improvement ABC Gary Allen Randy Baer Chris Donovan Larry Gaudette Victor Gonzalez Bob Kaufman Marvin Shearer                                                                    | Nominada  |
| 1994 | OUTSTANDING individual achievement in SOUND MIXING FOR A COMEDY SERIES OR A SPECIAL       | Home Improvement Home Improvement ABCJohn Bickelhaupt Klaus Landsberg Charlie McDaniel                                                                                                | Nominada  |
| 1994 | Outstanding Comedy Series                                                                 | Home Improvement ABC Bob Bendetson Bruce Ferber Carmen Finestra Gayle S. Maffeo David McFadzean FRANK MC KEMY ROSALIND MOORE HOWARD MORRIS Billy Riback Elliot Shoenman Matt Williams | Nominada  |
| 1994 | OUTSTANDING INDIVIDUAL ACHIEVEMENT IN LIGHTING DIRECTION (electronic) for a comedy series | Home Improvement ABC Donald A. Morgan | Ganadora  |
| 1995 | OUTSTANDING INDIVIDUAL ACHIEVEMENT IN EDITING FOR A SERIES - multi-camera production      | Home Improvement ABC Roger Berger Marco Zappia | Nominada  |
| 1995 | OUTSTANDING TECHNICAL DIRECTION/CAMERA/VIDEO FOR A SERIES                                 | Home Improvement ABC Gary Allen Randy Baer Chris Donovan Richard Edwards Larry Gaudette Victor Gonzalez Bob Kaufman Kenneth Shapiro Marvin Shearer Craig Shideler                     | Nominada  |
| 1995 | OUTSTANDING individual achievement in SOUND MIXING FOR A COMEDY SERIES OR A SPECIAL       | Home Improvement ABC John Bickelhaupt Klaus Landsberg Charlie McDaniel Craig Porter                                                                                                   | Nominada  |
| 1995 | OUTSTANDING INDIVIDUAL ACHIEVEMENT IN LIGHTING DIRECTION (electronic) for a comedy series | Home Improvement ABC Donald A. Morgan | Ganadora  |
| 1996 | OUTSTANDING MULTI-CAMERA EDITING FOR A SERIES                                             | Home Improvement ABC Roger Berger Marco Zappia | Nominada  |
| 1996 | OUTSTANDING TECHNICAL DIRECTION/CAMERA/VIDEO FOR A SERIES                                 | Home Improvement ABC Gary Allen Larry Gaudette Victor Gonzalez Bob Kaufman Marvin Shearer Craig Shideler                                                                              | Nominada  |
| 1996 | OUTSTANDING LIGHTING DIRECTION (ELECTRONIC) FOR A COMEDY SERIES                           | Home Improvement ABC Donald A. Morgan | Ganadora  |
| 1996 | OUTSTANDING SOUND MIXING FOR A COMEDY SERIES OR A SPECIAL                                 | Home Improvement ABC John Bickelhaupt Klaus Landsberg Charlie McDaniel Kathy Oldham                                                                                                   | Nominada  |
| 1996 | OUTSTANDING LEAD ACTRESS FOR A COMEDY SERIES                                              | Patricia Richardson, as Jill Taylor Home Improvement ABC | Nominada  |
| 1997 | OUTSTANDING LIGHTING DIRECTION (ELECTRONIC) FOR A COMEDY SERIES                           | Home Improvement ABC Donald A. Morgan | Nominada  |
| 1997 | OUTSTANDING SOUND MIXING FOR A COMEDY SERIES OR A SPECIAL                                 | Home Improvement ABC John Bickelhaupt Klaus Landsberg Charlie McDaniel Kathy Oldham                                                                                                   | Nominada  |
| 1997 | Outstanding Lead Actress In A Comedy Series                                               | Patricia Richardson, as Jill Taylor Home Improvement ABC | Nominada  |
| 1998 | OUTSTANDING SOUND MIXING FOR A COMEDY SERIES OR A SPECIAL                                 | Home Improvement ABC John Bickelhaupt Klaus Landsberg Charlie McDaniel Kathy Oldham                                                                                                   | Nominada  |
| 1998 | OUTSTANDING LIGHTING DIRECTION (ELECTRONIC) FOR A COMEDY SERIES                           | Home Improvement ABC Donald A. Morgan | Ganadora  |
| 1998 | OUTSTANDING TECHNICAL DIRECTION/CAMERA/VIDEO FOR A SERIES                                 | Home Improvement ABC Gary Allen Jeff Barnes Larry Gaudette Bob Kaufman Bettina Levesque Marvin Shearer Craig Shideler                                                                 | Nominada  |
| 1999 | OUTSTANDING MUSIC AND LYRICS                                                              | Home Improvement ABC Dan Foliart | Nominada  |
| 1999 | OUTSTANDING TECHNICAL DIRECTION/CAMERA/VIDEO FOR A SERIES                                 | Home Improvement ABC Gary Allen Jeff Barnes Larry Gaudette Bob Kaufman Bettina Levesque Marvin Shearer Craig Shideler                                                                 | Nominada  |
| 1999 | OUTSTANDING SOUND MIXING FOR A COMEDY SERIES OR A SPECIAL                                 | Home Improvement ABC John Bickelhaupt Klaus Landsberg Charlie McDaniel Kathy Oldham                                                                                                   | Nominada  |
| 1999 | OUTSTANDING LIGHTING DIRECTION (ELECTRONIC) FOR A COMEDY SERIES                           | Home Improvement ABC Donald A. Morgan | Ganadora  |

### EMA Awards Environmental Media Awards
| Año  | Categoría                                       | Serie episodio                          | Resultado |
| ---- | ----------------------------------------------- | --------------------------------------- | --------- |
| 1996 | TURNER AWARD                                    | Home Improvement “The Vasectomy One”    | Ganadora  |
| 1997 | EMA BOARD OF DIRECTORS ONGOING COMMITMENT AWARD | “Home Improvement”                      | Ganadora  |
| 1998 | TELEVISION EPISODIC – COMEDY                    | Home Improvement “Clash of the Taylors” | Ganadora  |

### Golden Globe Awards
| Año  | Categoría                                     | Nominados           | Resultado |
| ---- | --------------------------------------------- | ------------------- | --------- |
| 1993 | Best Television Actor – Musical/Comedy Series | Tim Allen           | Nominado  |
| 1994 | Best Musical/Comedy Series                    | Home Improvement    | Nominada  |
| 1994 | Best Television Actor – Musical/Comedy Series | Tim Allen           | Nominado  |
| 1994 | Best Television Actor – Musical/Comedy Series | Patricia Richardson | Nominada  |
| 1995 | Best Musical/Comedy Series                    | Home Improvement    | Nominada  |
| 1995 | Best Television Actor – Musical/Comedy Series | Tim Allen           | Ganador   |
| 1995 | Best Television Actor – Musical/Comedy Series | Patricia Richardson | Nominada  |
| 1996 | Best Television Actor – Musical/Comedy Series | Tim Allen           | Nominado  |
| 1997 | Best Television Actor – Musical/Comedy Series | Tim Allen           | Nominado  |

### OFTA Awards Online Film & Television Association
| Año     | Categoría                       | Nominados                              | Resultado |
| ------- | ------------------------------- | -------------------------------------- | --------- |
| 1996-97 | BEST ACTRESS IN A COMEDY SERIES | Patricia Richardson – Home Improvement | Nominada  |